# Eucalyptus insularis
Eucalyptus insularis är en myrtenväxtart som beskrevs av Murray Ian Hill Brooker. Eucalyptus insularis ingår i släktet Eucalyptus och familjen myrtenväxter. Inga underarter finns listade i Catalogue of Life.